# 学生自治会
学生自治会（がくせいじちかい、英: students' union, student council, student body）は、高等教育（大学・短期大学・高等専門学校など）の学生によって組織される自発的・自治的な組織である。
児童会・生徒会活動に類似した、学生生活を維持向上するための種々の活動を行う。

## 名称
学生自治会の個別の団体名としては、「学生自治会」の他に「学友会」、「学生会」などが使われることもある。
大学院の課程において、大学院生だけを構成者として学生自治会が組織されることもある。そのような場合、個別の団体名として「院生自治会」、「院生協議会」などを用いることがある。
学生自治会を、単に自治会（じちかい）と呼ぶ事もある。

## 構成者
学生自治会は、特定の学校、特定学校の特定キャンパス（校地）、それらの特定学部など、対象とする区域に所属する全ての学生が加入して組織される全員加入制が一般的である。なお、1969年の中央教育審議会答申では、大学が全学生を自動的に加入させる学生自治会の他、学生が任意に加入できる学生自治会についても記載されている。
学生自治会は、教員や事務職員などの学校職員が顧問などの形で関わっている場合もある。

### 会費
学生自治会では、構成者（会員）から入会金や会費を集めている。入会費は0円から数千円、会費は一年当たり数百円から数千円であることが多い。通常は全会員が同一金額を負担することになるが、経済事情などにより免減を認める学生自治会もある。
学校の事務局が学生自治会に代わって学生自治会費を学生から代理徴収し、学校の事務局が集めた学生自治会費を学生自治会に渡す学校がある。また、以前は代理徴収していたものの、自治会費が使途不明になるなどの事情があったとして中止した学校もある。2015年の学校法人への調査では、回答した910校の大学・短期大学・高等専門学校の中で、学生自治会費を学校が代理徴収していると回答したのは513校である。学校が代理徴収することについては、法律上の問題を指摘する見解も見られる。国立大学では、1980年代までに学生自治会費の代理徴収制度は廃止されている。
学校が代理徴収を行わない場合については、学内の他団体と協力して会費納入をお願いする事例が見られる。このような場合においては、（経済的事情などで会費納入の義務を免除されていないにもかかわらず）会費を納めていない学生に対しては、自治会費を納めた学生と比較して会員としての自治に関わるための権利が制限されるとしている学生自治会もある。
なお、大学から学生自治会と認められていない団体が学生自治会名で会費納入をお願いする事例においては、大学側から公認団体ではない趣旨の説明とともに「学生自治会費」を支払う必要はない旨を広報している場合もある。

## 組織

### 議決機関

#### 学生大会
学生大会は、学生自治会の最高議決機関であり、1969年の中央教育審議会答申では、全学生の意思を代表する決議を行うとされている。学生大会は、全学生が構成員であり出席義務があることから、学校側がその点に配慮して授業を休講とする場合もあるが、授業時間外に行なうことを原則としている場合もある。
個別の名称としては「学生総会」などの場合もある。

#### 代表制の議会・学生投票
学生自治会によっては、代表制の議会や学生投票のみが設置され、学生大会は設置されていない場合もある。これ以外にも、代議員会・自治委員会・学生評議会・中央委員会などの学生大会等に次ぐ議決機関をおいている学生自治会もある。

### 執行機関・諸活動を行う団体
学生自治会の全体に必要な事務は、執行委員会などの執行機関が行う。
大学祭実行委員会は学生自治会の中におかれることも多く、学校における学園祭、文化祭などの企画、実施を行う。学校から大学祭などの企画に要する物品の支給・貸与などの支援を受けている場合が多い。大学祭などの運営費は、学校から補助を受けることがある一方、学生が独自に集金するなどして集める場合もある。
文化・体育・レクリエーション・福利厚生などの諸活動を行う団体（体育会や文化会、各部なども含まれる）については、学生自治会に包括する場合と、学生自治会とは独立した団体になっている場合がある。

### 選挙管理・会計監査
上記の他に、選挙管理委員会や、会計監査委員会が設置されている場合がある。

## 運営
学生自治会の事業は、主に学生の自発的な活動により、学校生活の充実や改善向上をはかる活動、部活動などの課外活動を支援する活動、学校行事への協力に関する活動、ボランティア活動などを行う。
1969年の中央教育審議会答申では、学生自治会について「大学当局と交渉する特別な地位をもっている」と指摘している。

### 学生運動とのかかわり
一時期、学生運動の高まりとともに学生自治会の活動が党派的になったこともあったが、現代においては、多くの学生自治会では、学校内の相互扶助・環境改善などの活動を行っている。その一方、学外の政治思想団体などの強い影響下にある学生自治会も存在する。
1990年代後半以降、教育活動の保護・研究活動の保護・学生の人権擁護などを理由として、学校外の政治的党派などに実質支配されていると認定した学生自治会に対して非公認・構内施設の借用禁止などの処置を講じる事例が見られるようになった。例えば、1995年には早稲田大学が革マル派系列の商学部自治会を非公認とし、2005年には同様に社会科学部自治会も非公認とされた。（学友会における類似の事例は、学友会を参照。）
日本における学生運動とのかかわりの詳細については、日本の学生運動・全日本学生自治会総連合を参照。

### 学生の大学運営への参加と学生自治会
2000年、文部科学省の「大学における学生生活の充実に関する調査研究会」は、学生の希望・意見の反映に関して
「学生中心の大学」への転換を図るという観点から、大学教育においては、大学で教育を受ける学生の希望や意見を、適切に大学の運営に反映させることが重要である。また、学生が積極的に大学運営に関わることを通じて主体的に大学生活を送ることは、学生の社会的な成長を促すことを期待できるものである。
学生の意見や希望を反映させる具体的な方法としては、(a) 大学として学生からのアンケート調査を行ったり、学生の実態調査を行うことにより、その希望や意見を聴取する方法、(b) 学生の代表と大学の運営責任者等との懇談会等を実施し、その希望や意見を聴取する方法、(c) 学生の代表を大学の諸機関に参加させる方法などが考えられる。」
と答申を行った。このうち、(b) (c) については、学生自治会のような組織を想定しているものと思われるが、答申では、
欧米諸国においては、伝統的に、学生の代表が大学の管理運営組織の正式なメンバーとされ、広範に大学運営への学生参加が認められている。しかし、このような制度を現時点において、我が国の大学に取り入れることは、これまでの経緯や、現在の大学の意思決定システムとの整合性に配慮する必要があり、慎重に検討すべきものと考えられる。
むしろ、大学の授業内容・方法や学生生活に関する事項など、学生の希望や意見を取り入れることが適切な事項について、大学の責任者が定期的に学生と意見交換する場を設け、その結果を、できるだけ大学運営に反映させるという方法が有効であると考えられる。
と述べている。
国際的には、1998年に国際連合教育科学文化機関（UNESCO、ユネスコ）が、「ユネスコ・21世紀高等教育に関する世界宣言：展望と行動」を採択し、この中で、国および教育機関レベルの意思決定担当者に対し、学生を主要な当事者として位置づけ、高等教育の刷新における主要な共同者および責任ある関係者と捉えることを求めている。ここには、高等段階の教育に影響を及ぼす諸問題、教育評価、教育方法及び教育課程（カリキュラム）の改善並びに現行の制度的枠組み、政策立案および教育機関の運営に学生が参加することも含まれる。さらに、学生は自ら組織化しかつ代表者を立てる権利を有しているので、これらの諸問題への学生の参加が保障されなければならないとされた。

### 他の学生自治会との関係
学校内において、各キャンパスや各学部を単位とした学生自治会がある場合は、学校に唯一対応する形で別途自治会が設けられ、学生は両団体に加入することになる場合がある。
1948年には、学生自治会の連合組織である全日本学生自治会総連合（全学連）が結成された。しかし、2018年時点においては、全学連には大学の学生自治会の連合組織としての実態はほとんどなく、新左翼党派傘下の学生団体が全学連を名乗っているとされる。

### 通信教育課程における特徴
大学通信教育（短期大学通信教育および大学院通信教育を含む）の課程においては、学生自治会が通学課程の学生自治会とは別に組織されることがある。このような場合において、通信教育で全国に学生が散らばっている状況に対応して、全国をいくつかの支部に分けて各支部で学習会や懇親会などを開催するとともに、スクーリングの際には全員が顔合わせできるような行事も企画される事例がある。

### 解散
前期役員が引退した後に役員が1人もいなくなり、学生自治会が機能停止状態になる場合がある。また、次期役員が1人もいないと分かっている場合には、無責任な状態を避けるためとして引退時に学生自治会を正規な手続きを経て解散する場合もある。

## 大学からの公認
1969年の中央教育審議会答申では、大学が全学生を自動的に加入させる学生自治会を認めようとする場合について、定足数・議事手続きなどを明記させることや、活動領域については大学存立の目的に反したり、学生個人の基本的な自由を拘束したりすることのないよう条件をつけるように求めている。大学の存立の目的に反したり学生個人の基本的な自由を拘束するようになった学生自治会については、大学は学生自治会の公認を取り消す必要があるとしている。

## 類似組織との違い

### 児童会・生徒会との違い
学生自治会と同様に学校生活を構成員（児童・生徒・学生）が自主的に運営する組織としては、初等教育（小学校など）における児童会、中等教育（中学校、高等学校など）における生徒会がある
高等教育段階での学生自治会は、初等教育、中等教育のものとは違う点がある。それはだいたい次の通りである。
- 学校の関与が格段に少ない。

小学校などでの児童会ではほとんどの場合、教員が指導的な役割であり、中学校、高等学校などでの生徒会では、特定事項について学校と申し合わせを行っていたり、または校則などの規則によって一方的に生徒会が規制されてしまったりすることが多い。しかし、大学では、顧問教員は書類に判を押すだけであったりと、形式的儀礼的な場合が少なくない。学校によっては、そもそも学生自治会に顧問を設置する必要もないこともある。
しかしながら、学生自治会の執行機関においては、大学事務局の学生部などにおける事務職員の権限が強く、学生自治会の主要な書類のほとんどを大学の事務局に提出して承認を受けなければ事実上何もできない、という学生自治会も存在している。
- 全構成者による運営が必ずしも行われない。

学生自治会では、会費を納めない、総会に出席しない、投票をしないなどの行為が可能である。このため、学生自治会は特に関心がある学生のみによって運営される傾向がある。この傾向は、近年強くなってきている。

### 学友会・学生会との違い
学友会、学生会などの名前で呼ばれている組織においては、通常の学生自治会と全く同じ性質の団体もあれば、少し異なる部分がある場合もあり、全く異なる場合もある。
詳しくは、「学友会」・「学生会」の項目を参照。

## 歴史

### 日本の学生自治会の歴史
日本において、学校生活の充実や改善向上をはかる活動、課外活動などを推進するための団体は、第二次世界大戦前から学友会や校友会などという名称で存在していた。しかし、第二次世界大戦が激化するのに伴い、戦時体制の強化の1つとして、1941年（昭和16年）には、学校報国団（学校報国隊）の結成が義務づけられ、それまでの学友会や校友会の代わりを果たした。戦争末期が近づくにつれ学徒動員は強化され、学校報国団（学校報国隊）はその中心にあった。
終戦後、学校報国団（学校報国隊）は解散し、それ以前の自然な団体に戻された。さらに、学校教育法の施行などに伴う学制改革によって、新制大学が成立すると、それらの団体は再編を余儀なくされ、現行の学生自治会などが組織された。
当初、連合国軍最高司令官総司令部 (GHQ/SCAP) の奨励によって、小学校、中学校、高等学校などに自治会が設けられ、大学ではそれに対応する組織として学生自治会が作られた。なお、その後、小学校、中学校、高等学校などの自治会の活動は学習指導要領に規定されて、小学校などでは「児童会」、中学校、高等学校などでは「生徒会」という名称に改められた。
全日本学生自治会総連合（全学連）が組織され、全国的な学生運動が展開された時期もある。特に、1950年代～1960年代の日米安保闘争は比較的よく知られている。1970年代の全学共闘会議（全共闘）による学生運動の際は、活動家学生と一線を画しつつ、大学とも対決姿勢を貫き、東京大学では、教員と学生との間で合意文書も交わされた。しかし、中央教育審議会は、1969年の答申でこうした方式を批判している。
その後、大学の大衆化や学生の政治離れなどにより学生運動は下火となり、次第に学生自治会の活動は、自然と課外活動に関するものが中心になっていった。また、学生運動の影響で全日本学生自治会総連合が分裂したこともあり、現在では全日本学生自治会総連合に加盟していない学生自治会も多い。なお、近年でも一部に学生運動や政治的な活動を中心としている学生自治会もあるが、全学生の総意とは言い難い政治活動を展開している。
学生自治会の目的には、主に高等教育の環境改善と課外活動の振興があるが、歴史的に学生自治会の活動は、高等教育の環境改善から課外活動の振興に移行してきた。1990年代からは、課外活動についても学生離れが認められ、学生自治会の組織力は低下する一方であり、新たな形態が模索されるようになった。なお、今日、学生自治会は、大学の公認を経て組織されるケースが多いが、一方で、上越教育大学や筑波大学など一部の大学では、学長の裁定などにより、学生代表者会議を大学が組織し、学生が参加するシステムをとるところもある。

#### 学生自治会と学友会
第二次世界大戦降伏直後の日本において、多くの国立大学では、大学非公認の組織として学生自治会が設けられ、学校生活の充実や改善向上をはかる活動が行われた。また、それとは別に課外活動を推進するために学校との強い連携関係の下に公認である学友会などが設けられた。このような学生自治会では、課外活動については学友会などの任務ということで行われなかった。これらの他に、大学に学生自治会のみが設立されたところもある。このような学生自治会では、学校生活の充実や改善向上をはかる活動の他に、課外活動なども行われた。
「学生自治会」と「学友会」の2つが存在した学校は、時代の進みとともにどちらか一方が廃止されたり、統合した例が多い。また、近年では、「学友会」や「学生会」という名称で学生自治会が設けられることも多く、現在、学生自治会の名称は、様々なものが混在するに至っている。